# IM Global
IM Global è una casa di produzione e di distribuzione cinematografica.

## Storia
La IM Global viene fondata nel marzo 2007 da Stuart Ford. La società ha come sede Los Angeles, ma nel corso degli anni apre vari uffici a Londra e Mumbai.
Si concentra principalmente su una vasta gamma di prodotti cinematografici, tra cui film commerciali, d'autore, di lingua straniera e d'essai.
Nel maggio del 2010, la Reliance Entertainment, parte del conglomerato indiano Anil Dhirubhai Ambani Group e partner della DreamWorks, acquista una quota rilevante della società.

## Filiali interne
La IM Global si suddivide all'interno in diverse società che gestiscono vari settori del mondo del cinema.
- IM Global Opus
  - Si occupa del mainstream, cinema commerciale destinato al grande pubblico.
- IM Global Acclaim
  - Gestisce il cinema d'essai, film acclamati dalla critica e di nicchia.
- IM Global Anthem
  - I migliori film di tutto il mondo che non sono in lingua inglese.
- IM Global Octane
- IM Global Apsara
  - Creata per il mercato asiatico in continua evoluzione. Acquista i diritti e distribuisce film asiatici. Oltre al cinema, segue anche teatro, distribuzione digitale e video on demand.
- Automatik
  - Produce e finanzia, insieme all'Alliance Films, pellicole con budget ridotti, tra i 5 ed i 15 milioni di dollari.

## Filmografia

### Distribuzione negli USA
- My Name Is Bruce (2007)
- Sinister (2012)
- The Factory - Lotta contro il tempo (The Factory) (2012)
- Dragon Eyes (2012)
- Stash House (2012)
- Jimmy Bobo - Bullet to the Head (2012)
- Re-Kill (2012)
- Java Heat (2013)
- Enemies Closer (2013)

### Produzione
- La vita segreta della signora Lee (The Private Lives of Pippa Lee) (2009)
- Bitch Slap - Le superdotate (2009)
- 44 Inch Chest (2009)
- Shelter - Identità paranormali (2010)
- Everything Must Go (2010)
- Insidious (2010)
- One Life (2011)
- Provetta d'amore (The Babymakers) (2012)
- Sinister (2012)
- Safe (2012)
- Dredd - Il giudice dell'apocalisse (Dredd) (2012)
- Le streghe di Salem (2012)
- Blood (2012)
- Jimmy Bobo - Bullet to the Head (2012)
- Walking on Sunshine (2013)
- Enemies Closer (2013)
- Dead Man Down (2013)
- Redemption - Identità nascoste (2013)
- Locke (2013)
- Ghost Movie 2 - Questa volta è guerra (A Haunted House 2) (2014)
- Stretch - Guida o muori (Stretch) (2014)
- Il segreto dei suoi occhi (Secret in Their Eyes) (2015)
- 3 Generations - Una famiglia quasi perfetta (About Ray) (2015)
- Autobahn - Fuori controllo (Collide), regia di Eran Creevy (2016)
- Silence, regia di Martin Scorsese (2016)